# Biston emarginaria
Biston emarginaria là một loài bướm đêm trong họ Geometridae.